# Машиностроение
Машинострое́ние — это отрасль промышленности, занимающаяся проектированием, изготовлением и обслуживанием машин и оборудования. Технологические инновации в машиностроении играют ключевую роль в повышении производительности и качества производимых машин. Некоторые из таких инноваций включают в себя:
1. Численное управление обработкой (ЧПУ) - это технология, которая позволяет автоматизировать процессы обработки материалов с помощью компьютерных программ. Это позволяет улучшить точность и скорость производства.
2. Использование 3D-печати - это инновационная технология, которая позволяет создавать детали и компоненты машин прямо из цифровых моделей. Это упрощает процесс производства и позволяет создавать сложные детали.
3. Интеграция "Интернета вещей" (IoT) - это технология, которая позволяет собирать данные о состоянии и работе оборудования в реальном времени. Это позволяет предотвращать отказы оборудования и улучшать его производительность.
4. Использование роботизированных систем - автоматизация процессов с помощью роботов позволяет увеличить производительность и точность производства.
Эти и другие технологические инновации играют важную роль в развитии машиностроения, помогая повысить эффективность и качество производства машин и оборудования.

## Классификация машиностроения по направлениям
Машиностроение делится на три группы:
- трудоёмкое;
- металлоёмкое;
- наукоёмкое.

В свою очередь, эти группы делятся на следующие отраслевые подгруппы:
- тяжёлое машиностроение;
- общее машиностроение;
- среднее машиностроение;
- лёгкое машиностроение;
- точное машиностроение;
- производство металлических изделий и заготовок;
- ремонт машин и оборудования.

### Общее машиностроение
Машиностроительная промышленность является ведущей отраслью народного хозяйства, которое определяет дальнейшее ускорение и развитие научно-технического процесса в других отраслях. Основными задачами машиностроения является непрерывное повышение качества машин и оборудования, совершенствование роста производительности труда на предприятиях. Выполнению этих задач способствуют организация работы на основе современных средств производства, внедрение передовой технологии и прогрессивной технологической оснастки.
Общее машиностроение представлено:
- транспортным машиностроением, состоящим в свою очередь из следующих отраслей:
  - авиастроение (авиационная промышленность);
  - автомобилестроение (автомобильная промышленность);
  - железнодорожное машиностроение и вагоностроение;
  - судостроение.
- сельскохозяйственным машиностроением;
- производством технологического оборудования для различных отраслей промышленности;
- оборонным производством, в том числе ракетно-космической отраслью.

### Тяжёлое машиностроение
Тяжёлое машиностроение — группа отраслей машиностроения, занятых разработкой и производством:
- металлургического оборудования (металлургия);
- горно-шахтного оборудования;
- тяжёлого кузнечно-прессового оборудования;
- подъёмно-транспортного оборудования и машин (подъёмно-транспортное машиностроение): грузоподъёмных кранов, лифтов, подъёмников (вышек), машин непрерывного транспорта (конвейеров и пр.);
- тяжёлых экскаваторов;
- оборудования для генерации и передачи электрической энергии (энергомашиностроение);
- и другого оборудования.

Разработка и производство технологического оборудования по отраслям:
- строительное и коммунальное машиностроение;
- сельскохозяйственное машиностроение;
- нефтегазовое машиностроение;
- химическое машиностроение;
- лесопромышленное машиностроение..

### Среднее машиностроение
В состав среднего машиностроения входят:
- автомобилестроение (автомобильная промышленность);
- тракторостроение (тракторостроение);
- двигателестроение[уточнить];
- станко-инструментальное машиностроение (станкостроение, инструментальная промышленность);
- разработка и производство технологического оборудования для лёгкой (лёгкое машиностроение) и пищевой промышленности (оборудование лёгкой промышленности, оборудование пищевой промышленности);
- строительство роботов (робототехника);
- строительство бытовых приборов (промышленность бытовых приборов и машин).

В советское время Министерством среднего машиностроения (Минсредмаш) называлось ведомство, главными объектами которого были разработка и производство ядерного оружия. Оно было организовано в 1953 году, и в его структуру входили собственные рудники, заводы, НИИ, транспорт, сеть связи, вузы и пр.

### Лёгкое машиностроение
Специализированная отрасль машиностроения, обеспечивающая технологическим оборудованием и запчастями лёгкую промышленность.

### Точное машиностроение
Точное машиностроение — изготовление деталей[прояснить]. 
Среди отраслей точного машиностроения — приборостроение, электротехника, электроника.

### Производство металлических изделий и заготовок
- Производство ножевых изделий, столовых приборов, замочных и скобяных изделий, фурнитуры.
- Производство массовых металлоизделий (метизов) — проволоки, канатов, гвоздей, крепежа.

Основными элементами развития современного машиностроения является совершенствование средств производства, методов организации производства (к примеру, использование технологий серийного и массового изготовления), переход к стандартизации, автоматизации и информационному обеспечению процессов.

## История
Исторически первым производство машин было ручным, а продуктами были бытовые машины: водоподъемные рычаги и колёса, ручные мельницы, гончарные круги и трепалки, позже появились веретённые машинки и ткацкие станки, вальцы, простые прессы, строительные рычаги, колесницы, различные корабельные рулевые механизмы, 
из военной техники — различные камне- и стреломётные, пробивные машины. 
Особенным значением для развития средневековой Европы оказалось производство тактовых механизмов — часов, навигационных и печатных машин. Затем, конечно, и паровых машин и двигателей внутреннего сгорания.
Основным обрабатываемыми материалами для машин изначально была древесина, керамика, тросы и ремни, а сам ремесленник в современном понимании был прежде всего столяром, владеющим металлическим и каменным инструментом. Постепенно улучшались материалы — заменой и сочетанием древесины с металлами (а в последнее время и с пластмассами, и с резинами, и с керамикой), вводились всё более специальные инструменты.
С усложнением техники и общественных отношений появляются мастера-ремесленники, мануфактуры, цеха, заводы. 
Машиностроение как отрасль промышленности появилось в Великобритании в XVIII веке, с началом промышленной революции. Наибольшей всемирной славой там пользовался инженер Джон Смитон, а в 1762 году был основан завод Мэттью Болтона, который стал выпускать паровые машины. После 1815 года машиностроение стало быстро развиваться также и в Бельгии (Джон Кокрил в Серене), Франции и в Германии, а с 1830 годов — и в США.
В России машиностроение началось при Петре I с построения механизмов для горнозаводского дела. Первыми машиностроительными заводами были Олонецкие, основанные Петром I. В 1786 году Екатериной II был вызван в Россию шотландец Гаскойн, устроивший в Олонецком округе, при содействии местного мастера Ярцова, новые заводы, на которых в 1790 году стали строить паровые машины. При участии Гаскойна возникли в окрестностях Петербурга казенные литейные заводы, давшие начало большим машиностроительным заводам — Кронштадтскому и Ижорским. Первый частный машиностроительный завод, основанный в Петербурге в 1792 году шотландцем Бердом, содействовал распространению в России паровых машин.
Совершенствовалась и методика подготовки к производству — от простых рисунков и набросков к эскизам к сложным сборочным чертежам. Теория машиностроения зародилась во Франции, что было связано с учреждением в 1794 году Политехнической школы. Основатель ее, Монж, обобщил в своей «Начертательной геометрии» методы изображения предметов на чертеже, а Навье, Кориолис, Понселе и действовавший по его урокам Морен положили основание научной практической механике. Но довести ее выводы до той степени определенности, в которой они прямо применимы к практике, удалось лишь Редтенбахеру, бывшему с 1841 по 1867 году профессором в Политехникуме Карлсруэ.
Изначально стоял вопрос качества (для начала просто собираемости) машин, тесно связанный с точностью изготовления деталей. Главным деятелем, поставившим приемы разработки машин на их современную высоту, был Джозеф Уитворт: он первый оценил все значение правильной пригонки частей машин и ввел с этой целью свои калибры, винторезные инструменты и поверочные доски.
В XX веке появились самые масштабные территориальные объединения — комбинаты-комплексы, производящие на одной территории максимальное количество операций. С конца XX века заводы часто объединяются в транснациональные или государственные корпорации, которые обладают финансовым капиталом и организуют работу географически не привязанных между собой предприятий.

## Крупнейшие представители отрасли
General Electric (США) — самая влиятельная в мире машиностроительная компания с наибольшим размером фондов среди всех корпораций мира, по прибыльности уступает только нефтяным энергогигантам British Petroleum, ExxonMobil и Royal Dutch Shell. Несмотря на то, что в сферу деятельности компании входит множество иных направлений, с момента основания основными являются машиностроение и энергетика.
Среди крупных машиностроителей серьёзная часть — это компании автомобильной промышленности, во многом формирующие высокий уровень потребления и состояние экономики в целом.
Один из крупнейших автосборочных комплексов в мире — китайский FAW в маньчжурском городе Чанчунь.
Газовые турбины: General Electric, Siemens, «Зоря — Машпроект».
| Компания         | Стоимость фондов, млрд $ | Доходы, млрд $ | Прибыли, млрд $ |
| ---------------- | ------------------------ | -------------- | --------------- |
| General Electric | 750,507 (1)*             | 152,866 (9)    | 16,819 (4)      |
| General Motors   | 479,603                  | 193,517 (5)    | 2,805           |
| Toyota Motor     | 227,513                  | 172,616 (7)    | 10,898 (11)     |
| DaimlerChrysler  | 248,324                  | 176,687 (6)    | 3,067           |

*В скобках указана позиция в общем рейтинге по показателю.

### Российское машиностроение
В России машиностроительные предприятия, как и в мировой практике, зачастую действуют в рамках различных объединений или государственных корпораций: Ростех, Роскосмос, Русские машины, ОСК, Трансмашхолдинг.
Кроме оборонного и транспортного машиностроения, выделяются компании электроэнергетического сектора: Силовые машины, группа «Энергомаш», Объединённые машиностроительные заводы, нефтегазового направления: группы ГМС, Интегра, Римера, Кунгур, Борец, а также сельскохозяйственного машиностроения: Ростсельмаш, Челябинский тракторный завод.
Крупнейшие машиностроительные комплексы: АвтоВАЗ в Тольятти, КамАЗ в  Набережных Челнах, Уралмашзавод в Екатеринбурге.

## Образование и наука
В России во многих школах в рамках программы (трудовое обучение в школе) мальчикам дают основные навыки работы с деревом и металлом, сборки из них различных конструкций, часто обучают работе с машинами. Ещё с 1950-х годов в старших классах многих школ обучают черчению, в том числе принципам машиностроительного черчения. Иногда при школах существуют дополнительные углублённые курсы.
Начальное и среднее профессиональное образование в машиностроении, в России, как правило, осуществляется в профессиональных лицеях и училищах при относительно крупных или важных предприятиях.
Наиболее известные общемашиностроительные высшие учебные заведения в России:
- Московский государственный технический университет имени Н. Э. Баумана (МГТУ)
- Московский государственный технологический университет «Станкин»
- Санкт-Петербургский политехнический университет
- Механико-технологические факультеты региональных университетов: Уральского и Сибирского, Нижегородского, Самарского, Сибирского университета науки и технологии.

В некоторых российских школах менеджмента существуют машиностроительные направления, например, в Московском университете управления действует кафедра отраслевого управления в машиностроении.
Важным профильным научным центром в России остаётся Московский институт машиноведения и другие учреждения в рамках Отделения энергетики, машиностроения, механики и процессов управления РАН
Довольно сильные машиностроительные школы существуют в Минске, Киеве, Харькове и Днепре.

### В мире
Крупные технологические высшие школы с машиностроительными направлениями обучения в мире:
- Англоязычные: Массачусетский технологический институт, инженерные факультеты северо-американских и британских университетов
- Германоязычные: Швейцарская высшая техническая школа Цюриха, Берлинский и Штутгартский университеты
- Прочие: Марсельская высшая школа механики, Тулонский университет, Пекинский политехнический университет, Гуандунский технологический университет (Гуанчжоу)

## Профессиональные объединения
- Союз машиностроителей России
- Союз машиностроителей Германии
- Американское общество инженеров-механиков